# Hylodes fredi
Pour les articles homonymes, voir Fredi.
Espèce
Statut de conservation UICN

 DD  : Données insuffisantes
Hylodes fredi est une espèce d'amphibiens de la famille des Hylodidae.

## Répartition
Cette espèce est endémique d'Ilha Grande dans l'État de Rio de Janeiro au Brésil,.

## Description
Les 19 spécimens adultes mâles observés lors de la description originale mesurent entre 32,8 mm et 36,7 mm de longueur standard et les 9 spécimens adultes femelles observés lors de la description originale mesurent entre 31,7 mm et 37,5 mm de longueur standard.

## Étymologie
Cette espèce est nommée en l'honneur de Carlos Frederico Duarte da Rocha.

## Publication originale
- Canedo & Pombal, 2007 : Two new species of torrent frog of the genus Hylodes (Anura, Hylodidae) with nuptial thumb tubercles. Herpetologica, vol. 63, no 2, p. 224-235 (texte intégral).